# Cleveland Cavaliers
De Cleveland Cavaliers (alias "The Cavs") is een professioneel basketbalteam uit Cleveland, Ohio. Het team speelt in de Central Division van de Eastern Conference in de NBA.

## Geschiedenis
De Cleveland Cavaliers werd opgericht in 1970. In 1976 wonnen de Cavaliers een eerste keer de titel in de Central Division. In de finale van de Eastern Conference werd er met 4-2 verloren van de Boston Celtics. Sinds 1994 spelen de Cavaliers hun thuiswedstrijden in de Quicken Loans Arena, ook bekend als The Q. 
In het seizoen 2006/07 wonnen de Cavaliers, onder leiding van LeBron James, de titel in de Eastern Conference, na winst in de finale tegen de Detroit Pistons. In de daaropvolgende NBA-finale moesten ze met 4-0 de duimen leggen voor de San Antonio Spurs (met onder andere Tim Duncan en Tony Parker). In het seizoenen 2008/09 waren de Cavaliers de beste in de Central Division, maar werd er in de finale van de Eastern Conference verloren van Orlando Magic. Ook in het seizoen 2009/10 waren de Cavs de beste in de Central Division. Deze keer werden ze uitgeschakeld in de halve finale van de playoffs van de Eastern Conference.
In 2015 wonnen de Cleveland Cavaliers de finale van de Eastern Conference. In de NBA-finale werd er met 4-2 verloren tegen de Golden State Warriors, onder aanvoering van Stephen Curry. 

### Eerste NBA-titel in 2016
Cleveland werd in het seizoen 2015/16 voor het eerst in het clubbestaan kampioen van de NBA. Na verloren finales in 2006/07 (tegen San Antonio Spurs) en 2014/15 (tegen Golden State Warriors) haalden de Cavaliers in 2015/16 voor de derde keer de eindstrijd. Net als een jaar eerder was het Golden State van onder anderen Stephen Curry, Klay Thompson, Andre Iguodala en Andrew Bogut daarin de tegenstander. Cleveland beschikte met onder anderen LeBron James, Kyrie Irving, Kevin Love en J.R. Smith zelf ook over vrijwel hetzelfde team.
De Cavaliers kwamen met 1-3 achter in de serie, maar maakten gelijk met overwinningen in wedstrijd vijf en zes. James en Irving werden in de vijfde partij de eerste ploeggenoten ooit die in één wedstrijd van de NBA-finale allebei meer dan veertig punten maakten (allebei 41). James maakte in wedstrijd zes vervolgens ook 41 punten en werd daarmee de vijfde speler ooit die in de NBA-finale twee wedstrijden achter elkaar 40 of meer punten maakte. Cleveland won op 19 juni 2016 wedstrijd zeven, waarmee de Cavaliers voor het eerst in de clubgeschiedenis NBA-kampioen werden. Ze waren daarbij het eerste team ooit dat de NBA-finale won na een 1-3-achterstand. Dit lukte achtervolgers in alle 32 eerdere gevallen niet.

## Erelijst
- Winnaar Central Division: 1976, 2009, 2010, 2015, 2016, 2017, 2018, 2025
- Winnaar Eastern Conference: 2007, 2015, 2016, 2017, 2018
- NBA-kampioen: 2016

## Selectie 2019/2020
| Cleveland Cavaliers-teamleden | Cleveland Cavaliers-teamleden | Cleveland Cavaliers-teamleden | Cleveland Cavaliers-teamleden |
| ----------------------------- | ----------------------------- | ----------------------------- | ----------------------------- |
| Coach                         | Tyronn Lue                    | Tyronn Lue                    | Tyronn Lue                    |
| Positie                       | Rugnummer                     | Nationaliteit                 | Naam                          |
| PF                            | 5                             | Vlag van Verenigde Staten     | Jordan Bell                   |
| PG                            | 18                            | Vlag van Verenigde Staten     | Metthew Dellavedova           |
| C                             | 3                             | Vlag van Verenigde Staten     | Andre Drummond                |
| PG                            | 10                            | Vlag van Verenigde Staten     | Darius Garland                |
| PG                            | 1                             | Vlag van Verenigde Staten     | Dante Exum                    |
| PF                            | 0                             | Vlag van Verenigde Staten     | Kevin Love                    |
| SF                            | 28                            | Vlag van Verenigde Staten     | Alfonzo Mckinnie              |
| C                             | 41                            | Vlag van Verenigde Staten     | Ante Zizic                    |
| PF                            | 14                            | Vlag van Verenigde Staten     | Larry Nance Jr                |
| PG                            | 2                             | Vlag van Verenigde Staten     | Collin Sexton                 |
| SF                            | 16                            | Vlag van Verenigde Staten     | Cedi Osman                    |
| SG                            | 4                             | Vlag van Verenigde Staten     | Kevin Porter Jr               |
| C                             | 13                            | Vlag van Verenigde Staten     | Tristian Thompson             |
| SG                            | 9                             | Vlag van Verenigde Staten     | Dylan Windler                 |

## Bekende (oud-)spelers
- Austin Carr (1971-1979)
- Brad Daugherty (1986-1994)
- Ron Harper (1986-1989)
- Zydrynas Ilgauskas (1996-2010)
- Kyrie Irving (2011-2017)
- LeBron James (2003-2010, 2014-2018)
- Shawn Kemp (1997-2000)
- Kevin Love (2014-2023)
- Larry Nance (1988-1994)
- Shaquille O'Neal (2009-2010)
- Mark Price (1986-1995)
- Mo Williams (2008-2011, 2015-2017)
- Timofej Mozgov (2015-2016)